# Dystrykt Killa Saifullah
Dystrykt Killa Saifullah (paszto: قلعہ سیف اللہ) – dystrykt w południowo-zachodnim Pakistanie w prowincji Beludżystan. W 1998 roku liczył 193 553 mieszkańców (z czego 54,34% stanowili mężczyźni) i obejmował 27 434 gospodarstw domowych. Siedzibą administracyjną dystryktu jest Killa Saifullah.